# Musikjahr 1729
Liste der Musikjahre

◄◄ | ◄ | 1725 | 1726 | 1727 | 1728 | Musikjahr 1729 | 1730 | 1731 | 1732 | 1733 | ► | ►►

Weitere Ereignisse
Dieser Artikel behandelt das Musikjahr 1729.

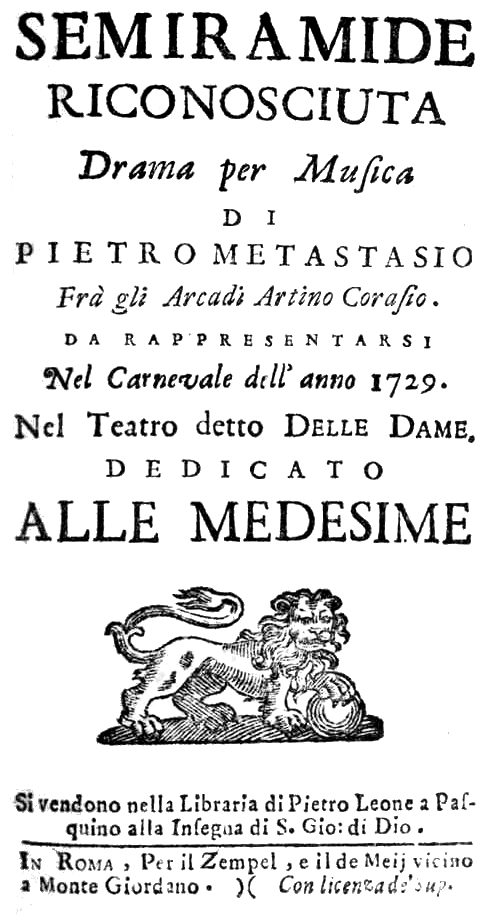
Leonardo Vinci – Semiramide reconosciuta – Titelseite des Librettos – Rom 1729

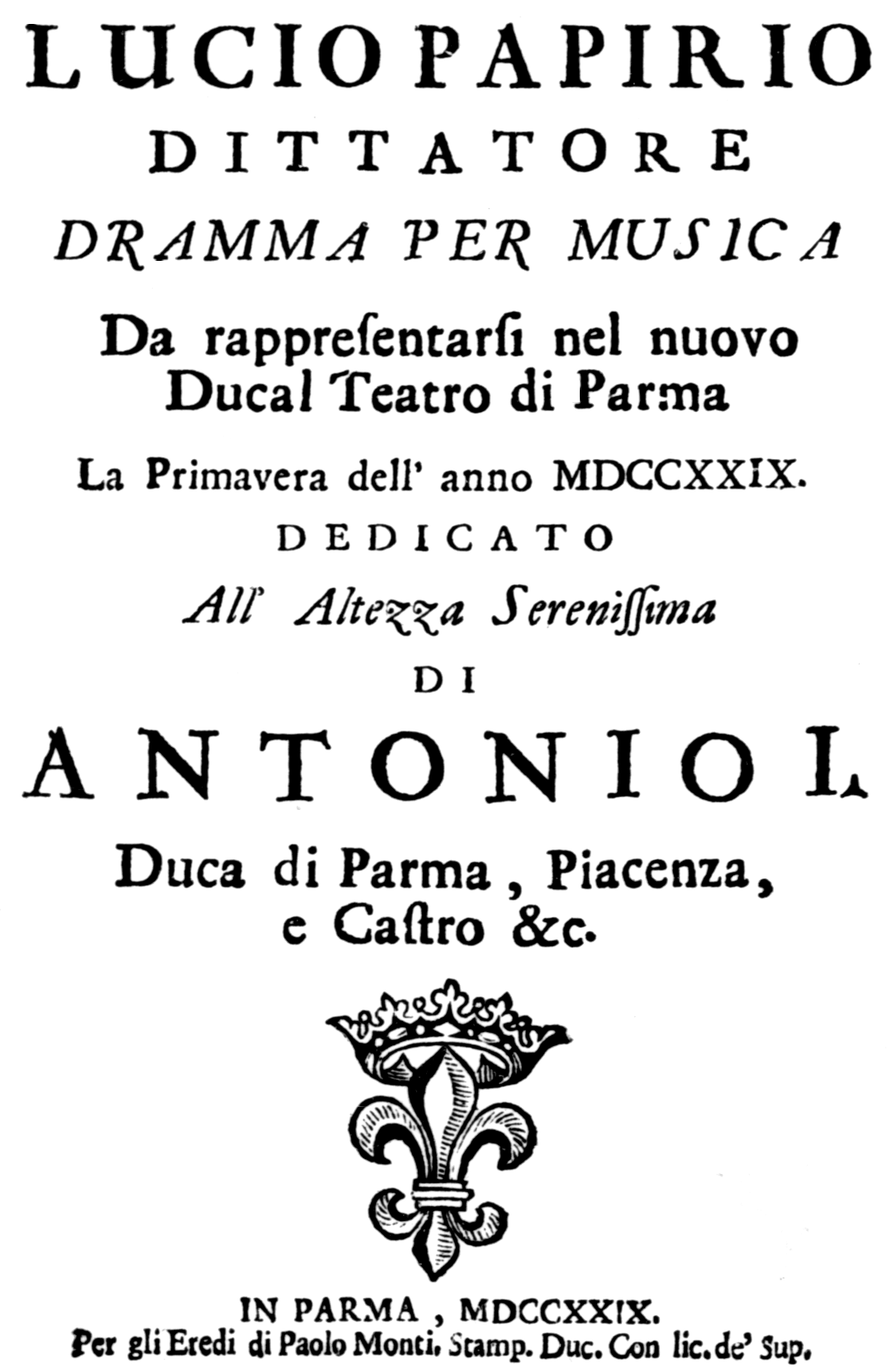
Geminiano Giacomelli – Lucio Papirio dittatore – Titelseite des Librettos – Parma 1729

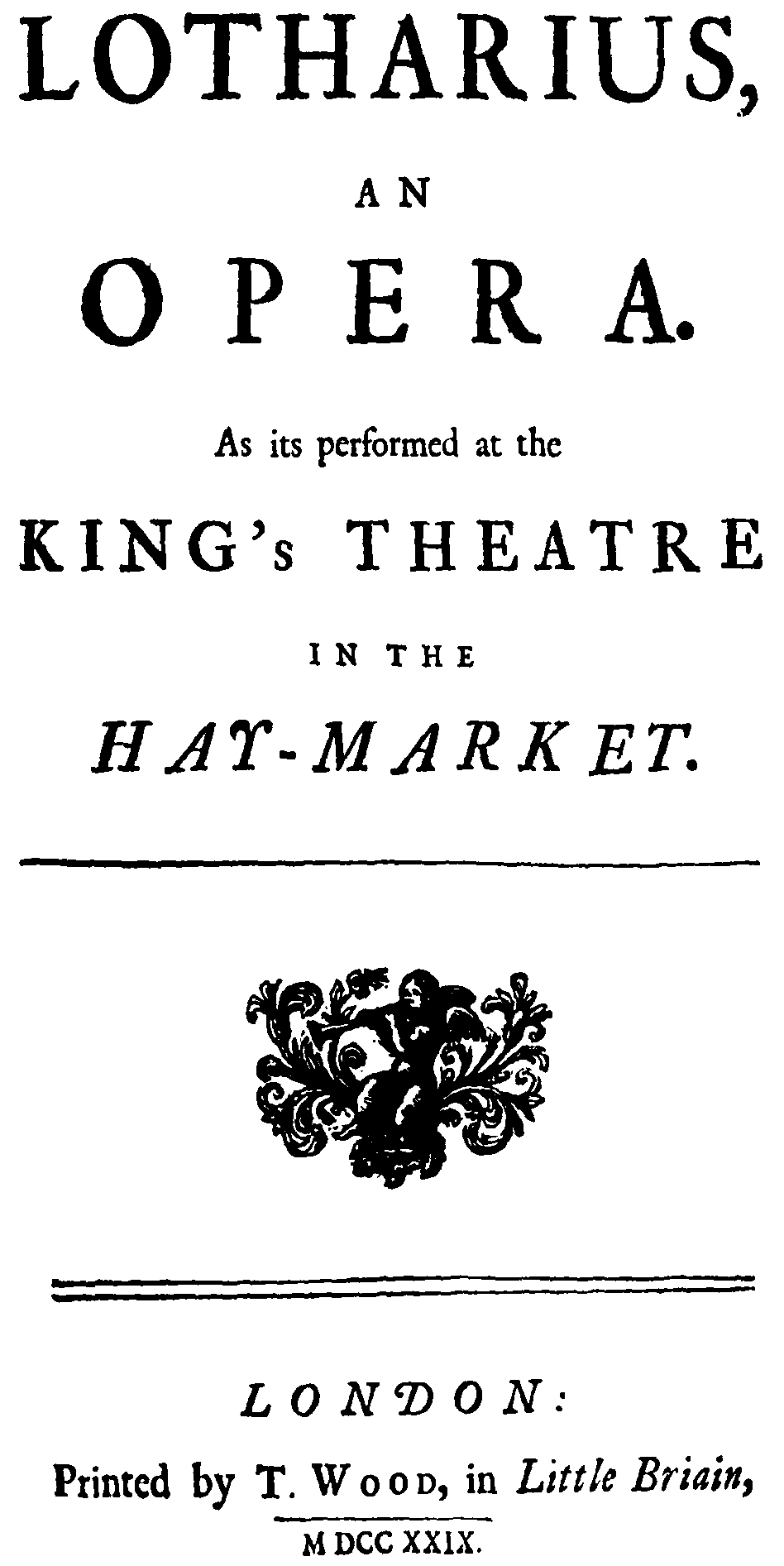
Georg Friedrich Händel – Lotario – Titelseite des Librettos – London 1729

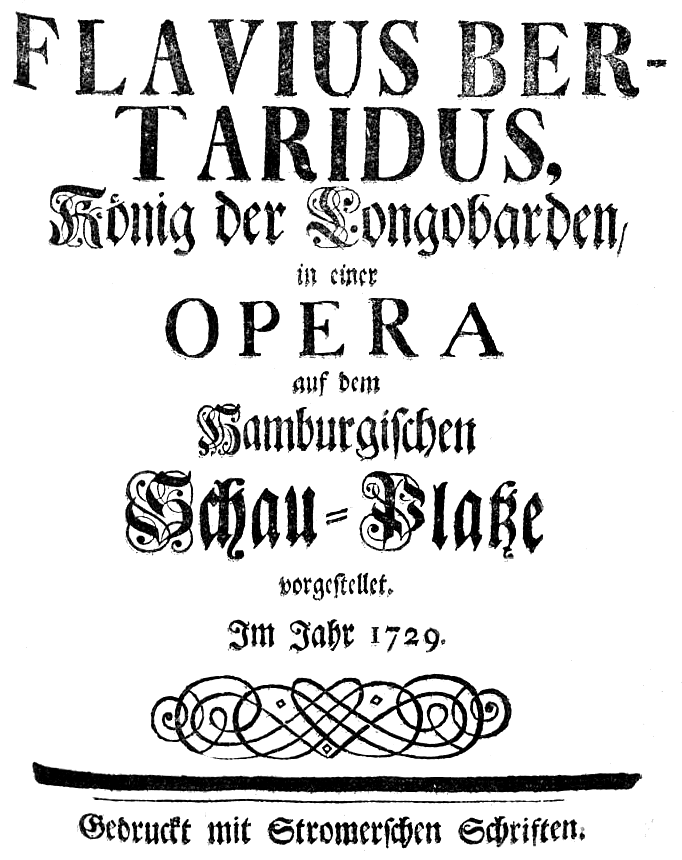
Georg Philipp Telemann – Flavius Bertaridus – Titelseite des Librettos – Hamburg 1729

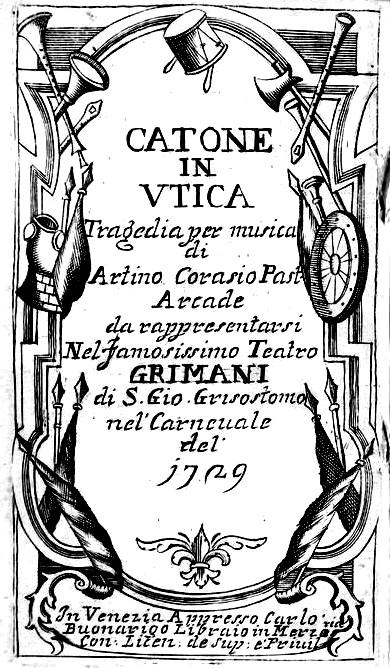
Leonardo Leo – Catone in Utica – Titelseite des Librettos – Venedig 1729

## Ereignisse

### Johann Sebastian Bach
- Johann Sebastian Bach ist seit dem 30. Mai 1723 Thomaskantor und musikalischer Leiter der Thomaskirche in Leipzig.
- 1729 übernimmt Bach die Leitung des 1701 von Georg Philipp Telemann gegründeten Collegium musicum, die er bis 1741, vielleicht sogar bis 1746, behält. Schon vorher hatte er als Gastdirigent und wohl auch als Solist mit dem Collegium gearbeitet. Durch die zusätzliche Leitung des Kollegiums erweitert er seine Wirkungsmöglichkeiten im Leipziger Musikleben beträchtlich. Mit diesem studentischen Ensemble führt er deutsche und italienische Instrumental- und Vokalmusik auf, darunter seine eigenen in Weimar und Köthen entstandenen Konzerte, die er später auch zu Cembalokonzerten mit bis zu vier Solisten umarbeitet. Die Konzerte finden ein- bis zweimal pro Woche im Zimmermannischen Caffee-Hauß (1943 kriegszerstört) oder im dazugehörigen Garten statt. Sie gelten als Nachweis des erwachenden bürgerlichen Verlangens nach hochstehender musikalischer Unterhaltung in Leipzig. Für das nun Bachisches Collegium Musicum genannte Ensemble, in dem auch seine Söhne und Schüler aktiv sind, komponiert Bach viele seiner weltlichen Kantaten.
- 01. Januar: Johann Sebastian Bach führt seine Kirchenkantate Gott, wie dein Name, so ist auch dein Ruhm (BWV 171) erstmals auf. Der Text stammt von Christian Friedrich Henrici (auch als Picander bekannt).
- Bach komponiert die Huldigungskantate O angenehme Melodei (BWV 210a). Am 12. Januar erfolgt die Uraufführung anlässlich des Besuchs von Christian von Sachsen-Weißenfels in Leipzig.
- 23. Januar: Uraufführung der Bach-Kantate Ich steh mit einem Fuß im Grabe (BWV 156).
- 27. Februar: Uraufführung der Bach-Kantate Sehet! Wir gehn hinauf gen Jerusalem (BWV 159)
- Für den Gedächtnisgottesdienst für Fürst Leopold von Anhalt-Köthen, abgehalten am 24. März in der Köthener St. Jakobskirche, komponiert Bach die Trauerkantate Klagt, Kinder, klagt es aller Welt (BWV 244a). Das Libretto stammt von Christian Friedrich Henrici. Die sogenannte Köthener Trauermusik gilt heute als verschollen.
- 19. April: Uraufführung der Bach-Kantate Ich lebe, mein Herze, zu deinem Ergötzen (BWV 145).
- 06. Juni: Die Kirchenkantate Ich liebe den Höchsten von ganzem Gemüte (BWV 174) von Johann Sebastian Bach erlebt ihre Uraufführung am Pfingstmontag in Leipzig. Für die einleitende Sinfonia fügt Bach zu den neun Streicher-Solostimmen seines 3. Brandenburgischen Konzerts fünf Bläserstimmen hinzu. Er kann so viele Spieler einsetzen, weil er auf die Musiker des Collegium musicum zurückgreifen kann.
- 29. September: Uraufführung der Bach-Kantate Man singet mit Freuden vom Sieg (BWV 149).
- Zwischen 20. Oktober und 24. Oktober: Der Geist hilft unser Schwachheit auf (BWV 226), eine doppelchörige Motette von Bach, wird in der Universitätskirche St. Pauli in Leipzig anlässlich der Beerdigung von Professor Johann Heinrich Ernesti uraufgeführt.
- Die weltliche Kantate Geschwinde, ihr wirbelnden Winde entsteht für die bürgerliche Konzertreihe des Collegium musicum.
- Als Georg Friedrich Händel sich im Jahr 1729 in Halle aufhält, ist Bach krank und kann Leipzig nicht verlassen. Er lässt deswegen seinen Sohn Wilhelm Friedemann eine Einladung an Händel überbringen. Ein Treffen der beiden Musiker scheitert ebenso wie im Jahr 1719. Auch diesmal, letztlich wohl am Desinteresse Händels.

### Georg Friedrich Händel
- Georg Friedrich Händel wohnt seit Juli/August 1723 in London in der 25 Brook Street und bewohnt hier bis zu seinem Tod im Jahr 1759 zwei Stockwerke. Nahezu alle Werke, die seit 1723 entstehen, werden in diesem Haus komponiert. Auch die Vorbereitungen der Aufführungen finden oft im Händelschen Dining Room statt.
- Händel, der bis 1728 in London als musikalischer Direktor der Royal Academy of Music tätig war, startet gemeinsam mit Johann Jacob Heidegger ein neues Unternehmen, das in der Literatur auch als „die zweite Opernakademie“ bezeichnet wird. Sie übernehmen den Fundus der Royal Academy of Musik, mieten das King’s Theatre für fünf Jahre und Händel reist im Februar 1729 nach Italien, um neue Sänger anzuwerben. Nach den schlechten Erfahrungen mit dem extravaganten Konzept der ersten Opernakademie ist das neue Ensemble durchweg bescheidener angelegt u. a. mit dem Altkastraten Antonio Bernacchi als neuem Star, der Sopranistin Anna Strada del Pó und Händels altem Schulfreund aus Halle, dem Bassisten Johann Gottfried Riemschneider.
- Auf der Rückreise von Italien im Frühsommer besucht Händel vermutlich seine Mutter in Halle und macht in Hannover (Anfang Juni) und Hamburg Halt.
- Das neue Opernunternehmen eröffnet am 2. Dezember mit Händels Oper Lotario, hat aber nur moderaten Erfolg, so dass für die nächste Saison wieder Senesino als Zugnummer engagiert wird.

### Domenico Scarlatti
- Domenico Scarlatti folgt seiner hochbegabten Cembaloschülerin Prinzessin Maria Barbara de Bragança, als diese 1729 den spanischen Thronfolger Don Fernando von Asturien (ab 1746 König Ferdinand VI.) heiratet. Sie gehen zunächst nach Andalusien, wo der Hof anfangs zwischen Sevilla, den Sierras, Granada, Cádiz und anderen Hafenstädten hin- und herreist. Die Cembali der Prinzessin werden dabei auf dem Rücken von Maultieren transportiert.

### Georg Philipp Telemann
- Georg Philipp Telemann ist seit 1721 Cantor Johannei und Director Musices der Stadt Hamburg, eines der angesehensten musikalischen Ämter Deutschlands. In diesem Amt verpflichtet sich Telemann zur Komposition von zwei Kantaten wöchentlich und einer Passion pro Jahr, in späteren Jahren greift er allerdings bei seinen Kantaten auf frühere Werke zurück. Daneben komponiert er zahlreiche Musiken für private und öffentliche Anlässe, etwa für Gedenktage und Hochzeiten. Außerdem hat er für ein Jahresgehalt von 300 Talern auch die Leitung der Hamburgischen Oper am Gänsemarkt übernommen, baut das bereits 1660 von Matthias Weckmann gegründete, aber mittlerweile nicht mehr konzertierende Collegium musicum neu auf und übernimmt zusätzlich eine Stelle als Kapellmeister von Haus aus für den Hof des Markgrafen von Bayreuth. Dorthin liefert er von Zeit zu Zeit Instrumentalmusik sowie eine Oper jährlich.
- 29. November: Die Oper Flavius Bertaridus, König der Longobarden (TWV 21:27) von Georg Philipp Telemann auf das Libretto von Christoph Gottlieb Wend und Georg Philipp Telemann hat ihre Uraufführung an der Hamburger Oper am Gänsemarkt. Die Oper basiert auf der venezianischen Oper Flavio Bertarido, Ré de Longobardi von Stefano Ghisi.
- Auf Wunsch von Johann Gottfried Walther verfasst Telemann seine dritte Autobiografie. Bereits in den Jahren 1718 und 1740 hatte er auf die Bitte des Musikgelehrten Johann Mattheson seine erste und zweite Autobiografie geschrieben.
- Georg Philipp Telemann erhält vom Hof des russischen Zaren in Sankt Petersburg ein Angebot zum Aufbau einer Hofkapelle.

### Antonio Vivaldi
- Antonio Vivaldi ist seit 1726 musikalischer Leiter des Teatro Sant’Angelo in seine Heimatstadt Venedig. Dort wird er sowohl als Komponist als auch als Geigenvirtuose zur lebenden Legende und zum „Wallfahrtsziel“ für viele Musiker aus ganz Europa.
- Bis 1729 erscheinen insgesamt 12 Sonaten- und Konzertsammlungen, die ab op. 3 alle bei Estienne Roger in Amsterdam gedruckt wurden. Vivaldis 6 Violin- und Oboenkonzerte op. 11 und seine Violinkonzerte op. 12 werden 1729 veröffentlicht.

### Weitere biografische Ereignisse
- Girolamo Abos erhält seine Ausbildung ab 1729 am Conservatorio dei Poveri di Gesù Cristo in Neapel. Seine Lehrer sind Ignazio Prota und Francesco Feo. Er studiert auch bei Gaetano Greco, Gerolamo Ferraro, Leonardo Leo und Francesco Durante.
- Jacques Aubert hat ab 1729 über zehn Jahre hinweg zahlreiche Auftritte bei den Concert Spirituel in Paris. Neben Kompositionen seines Lehrers Jean-Baptiste Senaillé, bringt er in diesen Konzerten gerne Werke von Arcangelo Corelli und Antonio Vivaldi zu Gehör.
- Antonio Bernacchi ist 1729 zum dritten Mal in London im King’s Theatre engagiert und singt dort in Uraufführungen und Wiederaufnahmen von Händels Bühnenwerken. Bereits in den Jahren 1716 und 1717 hatte er hier gesungen.
- Carl Gotthelf Gerlach wird mithilfe von Johann Sebastian Bach Organist und Musikdirektor (als Nachfolger von Georg Balthasar Schott) an der Leipziger Neuen Kirche; sein Substitut ist Johann Gottlieb Wiedner. Gerlach wird ab 1729 vermutlich nicht gering durch den Leipziger Rat der Stadt gefördert. Seine kirchenmusikalische Arbeit galt als durchaus modern für die Zeit.
- Pietro Locatelli zieht nach Amsterdam, wo er sesshaft wird und bis zu seinem Lebensende wirkt. Er komponiert wenig, gibt Dilettanten Violinunterricht und ediert seine Opera 1 bis 9 und Werke anderer Musiker.
- Antonia Maria Merighi zieht nach London, wo sie zwei Spielzeiten lang in zahlreichen Händel-Opern mitwirken wird, teils in extra auf sie zugeschnittenen Rollen (beispielsweise Matilda aus Lotario, Rosmira aus Partenope und Erissena aus Poro), teils in Sopran-Rollen aus früheren Opern, die an ihre Stimme und deren Ambitus angepasst werden.
- Pietro Metastasio bekommt im September 1729 das Angebot, Hofdichter (poeta Cesareo) am Wiener Kaiserhof Karls VI. als Nachfolger von Apostolo Zeno zu werden, was er, ohne zu zögern, annimmt. Es beinhaltet ein Stipendium von 3000 Gulden.
- Anna Maria Strada wird von Georg Friedrich Händel für seine 2. Opernakademie engagiert. Dort singt sie erstmals die Adelaide in Händels Oper Lotario und ist fortan Händels Primadonna in all seinen Opere serie und Oratorien bis 1737.
- Gerhard Tersteegen veröffentlicht in seinem Geistlichen Blumengärtlein inniger Seelen das aus der reformierten Tradition stammende geistliche Lied Gott ist gegenwärtig.

### Eröffnungen
- 02. Dezember: Georg Friedrich Händels „zweite Opernakademie“ eröffnet im King’s Theatre in London mit Lotario den Spielbetrieb.

### Gründungen
- Der französische Poet und Chansonier Pierre Gallet (1698–1757) gründet in Paris mit der „Société du Caveau“ den ersten Gesangsverein Goguette.

### Uraufführungen

#### Bühnenwerke

##### Oper
- 07. Januar: Die Uraufführung der Oper Love in a Riddle von Henry Carey findet in London statt.
- 06. Februar: Die Oper Semiramide riconosciuta von Leonardo Vinci wird am Teatro delle Dame in Rom erstmals aufgeführt. Es ist die erste Vertonung von Pietro Metastasios Opernlibretto Semiramide riconosciuta. Gaetano Berenstadt gibt den Ircano.
- 12. Februar: Die zweite Vertonung von Pietro Metastasios Opernlibretto, Nicola Antonio Porporas Semiramide riconosciuta, wird in Venedig uraufgeführt.
- 08. Februar: Die Uraufführung der Oper I disingannati (Die Gewitzigten) von Antonio Caldara am Teatrino di corte findet am Teatrino di corte in Wien statt. Das Libretto stammt von Giovanni Claudio Pasquini und basiert auf Molières Komödie Le Misanthrope ou l'Atrabilaire amoureux.
- Frühjahr: Das Dramma per musica in drei Akten Lucio Papirio dittatore von Geminiano Giacomelli mit dem Libretto von Apostolo Zeno und Carlo Innocenzo Frugoni wird in Parma im Teatro Ducale anlässlich eines Besuchs des Herzogs von Modena Rinaldo d’Este uraufgeführt.
- 20. Juni: Die Uraufführung der Oper The Contrivances von Henry Carey findet in London statt.
- Herbst: Das Dramma per musica in drei Akten Astianatte (erster Akt von Geminiano Giacomelli, weitere Akte von Luca Antonio Predieri auf ein Libretto von Antonio Salvi) wird in Alessandria im Teatro Solerio uraufgeführt.
- 25. November: Das Libretto La contesa de’ numi von Pietro Metastasio wird zur Geburt des Dauphins Louis Ferdinand im Hof des Palazzo Altemps in Rom in der Vertonung von Leonardo Vinci uraufgeführt.
- 29. November: Die Oper Flavius Bertaridus, König der Longobarden (TWV 21:27) von Georg Philipp Telemann auf das Libretto von Christoph Gottlieb Wend und Georg Philipp Telemann hat seine Uraufführung an der Hamburger Oper am Gänsemarkt. Die Oper basiert auf der venezianischen Oper Flavio Bertarido, Ré de Longobardi von Stefano Ghisi.
- 02. Dezember: Die Oper Lotario von Georg Friedrich Händel hat mit geringem Erfolg ihre Uraufführung am King’s Theatre am Haymarket in London. Das Libretto stammt von G. Rossi, nach Adelaide von Antonio Salvi.
- Tomaso Albinoni
  - La fortezza al cimento
  - Il concilio de’ pianeti
- Antonio Caldara – Serenata Il natale di Minerva (Libretto von Giovanni Claudio Pasquini)
- Giovanni Battista Costanzi
  - Carlo Magno
  - Rasmene (Libretto von Giuseppe Polivni, Uraufführung in Rom)
- Francesco Feo
  - Tamese (Arsilda regina del Ponto) (Dramma per musica, Libretto von Domenico Lalli, Uraufführung in Neapel im Winter 1729)
  - Il vedovo (Intermezzo; Uraufführung in Neapel im Winter 1729)
- Giuseppe Maria Buini – Endimione
- Benedetto Marcello – La morte d’Adone (Serenata, Uraufführung in Venedig 1710 oder 1729)
- Johann Adolpf Hasse
  - Ulderica (Libretto von Pietro Pariati, Uraufführung in Neapel)
  - La serva scaltra (Uraufführung am 4. November in Neapel im Dramma per musica Il Tigrane)

##### Oratorium
- Georg Philipp Telemann – Unsre Sünden-Schuld zu heben (TWV 5:14)[1]

### Instrumentalmusik
- Joseph Bodin de Boismortier – Konzert für Cello, Violine und Fagott
- Jean-Joseph Mouret – Symphony de Fanfare
- Antonio Vivaldi – 6 Violin- und Oboenkonzerte, op. 11 (veröffentlicht 1729)

### Tastenmusik

#### Cembalo
- Johann Sebastian Bach – Partita Nr. 4, BWV 828 (Einzelpublikation 1729)

### Vokalmusik

#### Geistlich
- Johann Sebastian Bach – Kantaten
  - Gott, man lobet dich in der Stille (BWV 120)
  - Herr Gott, Beherrscher aller Dinge (BWV 120a, komponiert 1729?)
  - Ich lebe, mein Herze, zu deinem Ergötzen (BWV 145)
  - Man singet mit Freuden vom Sieg (BWV 149)
  - Ich steh mit einem Fuß im Grabe (BWV 156)
  - Sehet! Wir gehn hinauf gen Jerusalem (BWV 159)
  - Gott, wie dein Name, so ist auch dein Ruhm (BWV 171)
  - Ich liebe den Höchsten von ganzem Gemüte (BWV 174)
  - Klagt, Kinder, klagt es aller Welt (BWV 244a)
  - Kantatenentwurf (BWV Anhang 2)
  - Motette Der Geist hilft unser Schwachheit auf (BWV 226)
  - Motette Der Geist hilft unser Schwachheit auf (BWV 226a, komponiert 1729?)
  - Choral Was Gott tut das ist wohlgetan (BWV 250, komponiert um 1729)
  - Choral Nun danket alle Gott (BWV 252)
- Michel-Richard Delalande – Motets de feu De La Lande
- Antonio Vivaldi – Motetten u. a. (nicht genau datierbar)

#### Weltlich
- Johann Sebastian Bach – weltliche Kantaten
  - Geschwinde, ihr wirbelnden Winde (BWV 201)
  - O angenehme Melodei (BWV 210a)
- Antonio Caldara – Vicino a un rivoletto

### Anderes
- Georg Philipp Telemann – Der getreue Music-Meister (Fortsetzung aus 1728, Hamburg)

### Instrumentenbau
- In der Werkstatt von Antonio Stradivari werden die Geigen Benny und Solomon ex Lambert gefertigt.
- Gottfried Silbermann
  - beendet den Bau der Orgel in der Dorfkirche in Püchau
  - beginnt mit dem Bau der Orgel in der Dorfkirche in Reinhardtsgrimma.

## Geboren

### Geburtsdatum gesichert
- 07. Januar: Leonhard Balthasar Schmahl, deutscher Orgelbauer († 1779)
- 06. Februar: Anton Braun, deutscher Violinist und Komponist († 1798)
- 28. April: Mark Fjodorowitsch Poltorazki, russischer Bariton und Hofkapellmeister († 1795)
- 03. Mai: Florian Leopold Gassmann, österreichischer Komponist († 1774)
- 01. Oktober: Anton Cajetan Adlgasser, deutscher Komponist und Organist († 1777)
- 16. Oktober: Pieter van Maldere, belgischer Komponist und Violinist († 1768)
- 17. Oktober: Pierre-Alexandre Monsigny, französischer Opern-Komponist († 1817)
- 01. Dezember: Giuseppe Sarti, italienischer Komponist († 1802)
- 03. Dezember (getauft): Antonio Soler, spanischer Komponist († 1783)
- 20. Dezember: František Xaver Pokorný, böhmischer Violinist und Komponist († 1794)

### Genaues Geburtsdatum unbekannt
- Johann Adam Aulhorn, deutscher Schauspieler, Sänger und Tänzer († 1808)
- Pietro Pompeo Sales, italienischer Komponist († 1797)

## Gestorben

### Todesdatum gesichert

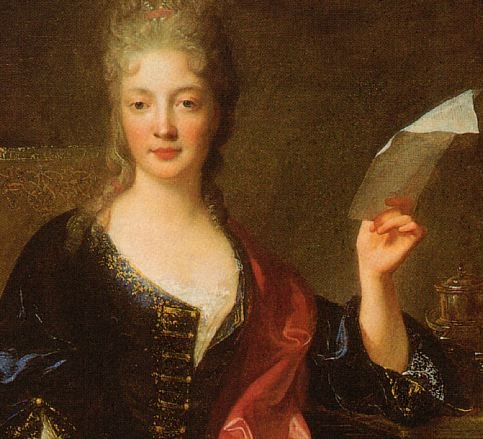
Elisabeth Jacquet de La Guerre; † 27. Juni

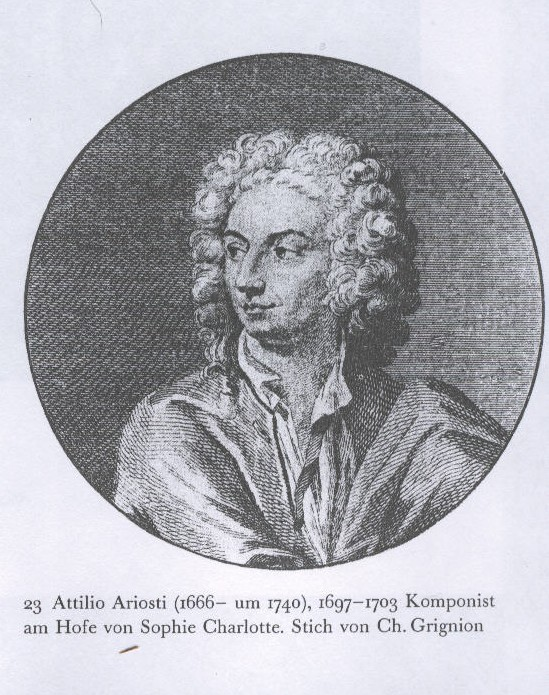
Attilio Ariosti

- 06. Februar: Pietro Marchitelli, neapolitanischer Violinist und Komponist (* 1643)
- 05. März: Franz Caspar Schnitger, deutscher Orgelbauer (* 1693)
- 12. März: Johann Josef Brammertz, deutscher Orgelbauer (* 1668)
- 11. April: Manuel de Egüés, spanischer Komponist (* 1657)
- 03. Mai: Bartholomäus Heintzler, österreichischer Orgelbauer (* unbekannt)
- 12. Mai: Johann Hieronymus Graf, deutscher Musikwissenschaftler, Kantor und Komponist (* 1648)
- 13. Juni: Johann Friedrich Wender, deutscher Orgelbauer (* 1655)
- 27. Juni: Élisabeth Jacquet de La Guerre, französische Komponistin und Cembalistin (* 1665)
- 16. Juli: Johann David Heinichen, deutscher Komponist und Musiktheoretiker (* 1683)
- 31. Juli: Nicola Francesco Haym, italienischer Cellist, Komponist, Librettist, Theatermanager und Autor (* 1678)
- 00. August: Attilio Ariosti, italienischer Komponist (* 1666)
- 22. November: Pieter Bustijn, niederländischer Komponist und Organist (getauft 1649)
- 01. Dezember: Christian Ludwig Boxberg, deutscher Komponist und Organist (* 1670)

### Genaues Todesdatum unbekannt
- Nayî Osman Dede, türkischer Kalligraph, Gelehrter, Dichter und Komponist (* um 1652)
- Otto Diedrich Richborn, deutscher Orgelbauer (* 1674)